# Futbol'nyj Klub Pari Nižnij Novgorod
Il Futbol'nyj Klub Pari Nižnij Novgorod (in russo Футбольный клуб Нижний Новгород?), meglio noto come Pari Nižnij Novgorod, è una società calcistica russa con sede nella città di Nižnij Novgorod. Fondata nel 2015, gioca le partite interne allo stadio Nižnij Novgorod. Milita in Prem'er-Liga, la massima divisione del campionato russo di calcio.

## Storia
Il club venne fondato il 1º giugno 2015 con il nome di Volga-Olimpiec, venendo iscritto al girone Volga-Urali della Pervenstvo Professional'noj Futbol'noj Ligi, terza serie del campionato russo di calcio. La prima stagione si concluse con il terzo posto, a soli sette punti dalla capolista Neftechimik.
Il 3 giugno 2016 la società cambiò denominazione in Olimpiec. Nella stessa estate 2016 il club si rinforzò mettendo sotto contratto anche calciatori svincolatisi dall'appena disciolto Volga Nižnij Novgorod. Dopo essere arrivato alla pausa invernale alle spalle dello Zenit-Iževsk, il club puntellò ulteriormente l'organico e cambiò allenatore, ingaggiando Pisarev al posto di Galkin, così da superare lo stesso Zenit-Iževsk e vincere il girone Volga-Urali, venendo così promosso in PFN Ligi, seconda serie nazionale.
Nella stagione 2017-2018, alla prima partecipazione alla seconda serie, il club ha concluso al dodicesimo posto, mantenendo la categoria e raggiungendo anche gli ottavi di finale della Coppa di Russia. Il 15 aprile 2018 ha disputato la sua prima partita allo Stadio Nižnij Novgorod, da poco inaugurato per il campionato mondiale di calcio 2018. Nell'estate 2018 la società ha inoltrato la richiesta di cambio di denominazione in Futbol'nyj Klub Nižnij Novgorod, richiesta accolta il 28 giugno 2018.
Al termine della stagione 2020-2021 si classifica terzo in PFN Ligi, alle spalle di Krylya Sovetov Samara e FC Orenburg, ma, a seguito della mancata concessione della licenza per la categoria a questi due club, ottiene la prima storica promozione in Prem'er-Liga.
Il 10 giugno 2022 il club ha cambiato denominazione in Pari Nižnij Novgorod (anche abbreviato come Pari NN) a seguito di un accordo con la società di bookmaker Pari, conosciuta precedentemente come Paribet. Nello stesso giorno la Federcalcio russa ha approvato il cambio di denominazione.

## Allenatori e presidenti
- 2015  Valery Bogdanec
- 2016-2017  Konstantin Galkin
- 2017-2018  Nikolaj Pisarev
- 2018-2019  Dmitrij Čeryšev
- 2019-2021  Robert Evdokimov
- 2021  Anton Khazov (Ad interim)
- 2021-2022  Aleksandr Keržakov
- 2022  Michail Galaktionov
- 2022  Anton Khazov (Ad interim)
- 2023  Artem Gorlov
- 2023-2024  Sergej Juran
- 2024  Anton Khazov (Ad interim)
- 2024  Saša Ilić
- 2024-  Viktar Hančarėnka

## Statistiche

### Partecipazione ai campionati
| Livello | Categoria    | Partecipazioni | Debutto   | Ultima stagione | Totale |
| ------- | ------------ | -------------- | --------- | --------------- | ------ |
| 1º      | Prem'er-Liga | 2              | 2017-2018 | 2022-2023       | 2      |
| 2º      | PFN Ligi     | 3              | 2017-2018 | 2019-2020       | 3      |
| 3º      | PPF Ligi     | 2              | 2015-2016 | 2016-2017       | 2      |

## Organico

### Rosa 2024-2025
Aggiornata al 11 febbraio 2025.
| N. |                       | Ruolo | Calciatore              |
| -- | --------------------- | ----- | ----------------------- |
| 1  | Russia (bandiera)     | P     | Vadim Lukyanov          |
| 2  | Russia (bandiera)     | D     | Viktor Aleksandrov      |
| 4  | Russia (bandiera)     | D     | Il'ja Žigulëv           |
| 5  | Russia (bandiera)     | C     | Konstantin Maradišvili  |
| 6  | Uzbekistan (bandiera) | D     | Ibrohimxalil Yo'ldoshev |
| 7  | Russia (bandiera)     | C     | Ėdgar Sevikjan          |
| 8  | Mali (bandiera)       | C     | Mamadou Maiga           |
| 9  | Uruguay (bandiera)    | A     | Thiago Vecino           |
| 10 | Russia (bandiera)     | C     | Aleksandr Trošečkin     |
| 11 | Bulgaria (bandiera)   | D     | Mateo Stamatov          |
| 13 | Serbia (bandiera)     | A     | Ognjen Ožegović         |
| 15 | Russia (bandiera)     | D     | Aleksandr Ėktov         |
| 16 | Russia (bandiera)     | D     | Yaroslav Krashevskiy    |
| 17 | Russia (bandiera)     | A     | Stanislav Lapinskiy     |
| 19 | Russia (bandiera)     | C     | Nikita Ermakov          |
| 20 | Uruguay (bandiera)    | A     | Juan Manuel Boselli     |

| N. |                     | Ruolo | Calciatore          |
| -- | ------------------- | ----- | ------------------- |
| 22 | Russia (bandiera)   | D     | Nikita Kakkoev      |
| 23 | Georgia (bandiera)  | A     | Nikoloz Kutateladze |
| 24 | Russia (bandiera)   | D     | Kirill Gocuk        |
| 25 | Slovenia (bandiera) | D     | Sven Karić          |
| 27 | Russia (bandiera)   | C     | Vjačeslav Grulëv    |
| 29 | Russia (bandiera)   | C     | Luka Vesner Ticic   |
| 30 | Russia (bandiera)   | P     | Nikita Medvedev     |
| 61 | Russia (bandiera)   | D     | Evgeniy Lukinykh    |
| 70 | Russia (bandiera)   | D     | Maksim Šnapcev      |
| 78 | Russia (bandiera)   | C     | Nikolaj Kalinskij   |
| 80 | Russia (bandiera)   | C     | Valeriy Tsarukyan   |
| 86 | Russia (bandiera)   | D     | Il'ja Agapov        |
| 87 | Russia (bandiera)   | C     | Kirill Boženov      |
| 96 | Russia (bandiera)   | C     | Dmitrij Rybčinskij  |
| 99 | Russia (bandiera)   | C     | Stanislav Magkeev   |

### Rosa 2023-2024
Aggiornata al 29 novembre 2023.
| N. |                       | Ruolo | Calciatore              |
| -- | --------------------- | ----- | ----------------------- |
| 1  | Russia (bandiera)     | P     | Artur Anisimov          |
| 2  | Russia (bandiera)     | D     | Viktor Aleksandrov      |
| 4  | Russia (bandiera)     | D     | Il'ja Žigulëv           |
| 5  | Russia (bandiera)     | C     | Konstantin Maradišvili  |
| 6  | Uzbekistan (bandiera) | D     | Ibrohimxalil Yo'ldoshev |
| 7  | Russia (bandiera)     | C     | Ėdgar Sevikjan          |
| 8  | Mali (bandiera)       | C     | Mamadou Maiga           |
| 9  | Russia (bandiera)     | A     | Vjačeslav Krotov        |
| 10 | Angola (bandiera)     | C     | Milson                  |
| 11 | Russia (bandiera)     | C     | Il'ja Berkovskij        |
| 13 | Russia (bandiera)     | P     | Nikita Gojlo            |
| 14 | Russia (bandiera)     | C     | Jaroslav Michajlov      |
| 17 | Russia (bandiera)     | D     | Ėl'mir Nabiullin        |
| 18 | Russia (bandiera)     | C     | David Kobesov           |
| 20 | Uruguay (bandiera)    | A     | Juan Manuel Boselli     |
| 22 | Russia (bandiera)     | D     | Nikita Kakkoev          |
| 23 | Russia (bandiera)     | D     | Daniil Penčikov         |

| N. |                     | Ruolo | Calciatore          |
| -- | ------------------- | ----- | ------------------- |
| 24 | Russia (bandiera)   | D     | Kirill Gocuk        |
| 25 | Russia (bandiera)   | P     | Artur Nigmatullin   |
| 27 | Russia (bandiera)   | D     | Dmitrij Živogljadov |
| 37 | Russia (bandiera)   | C     | Al'bert Šaripov     |
| 44 | Russia (bandiera)   | D     | Daniil Kornjušin    |
| 70 | Russia (bandiera)   | D     | Maksim Šnapcev      |
| 78 | Russia (bandiera)   | C     | Nikolaj Kalinskij   |
| 89 | Russia (bandiera)   | D     | Dmitrij Stockij     |
| 90 | Russia (bandiera)   | C     | Konstantin Šil'cov  |
| 93 | Russia (bandiera)   | A     | Timur Sulejmanov    |
| 94 | Russia (bandiera)   | C     | Dmitrij Rybčinskij  |
| 99 | Guinea (bandiera)   | C     | Momo Yansane        |
|    | Slovenia (bandiera) | D     | Sven Karić          |
|    | Russia (bandiera)   | C     | Stanislav Magkeev   |
|    | Russia (bandiera)   | C     | Kirill Boženov      |
|    | Russia (bandiera)   | D     | Dmitrij Tichij      |
|    | Bulgaria (bandiera) | D     | Mateo Stamatov      |

### Rosa 2022-2023
Aggiornata al 18 gennaio 2023.
| N. |                       | Ruolo | Calciatore              |
| -- | --------------------- | ----- | ----------------------- |
| 1  | Russia (bandiera)     | P     | Artur Anisimov          |
| 2  | Russia (bandiera)     | D     | Viktor Aleksandrov      |
| 4  | Russia (bandiera)     | D     | Il'ja Žigulëv           |
| 5  | Argentina (bandiera)  | D     | Lucas Masoero           |
| 6  | Uzbekistan (bandiera) | D     | Ibrohimxalil Yo'ldoshev |
| 7  | Russia (bandiera)     | C     | Ėdgar Sevikjan          |
| 8  | Mali (bandiera)       | C     | Mamadou Maiga           |
| 9  | Russia (bandiera)     | A     | Vjačeslav Krotov        |
| 10 | Angola (bandiera)     | C     | Milson                  |
| 11 | Russia (bandiera)     | C     | Il'ja Berkovskij        |
| 13 | Russia (bandiera)     | P     | Nikita Gojlo            |
| 14 | Russia (bandiera)     | C     | Jaroslav Michajlov      |
| 17 | Russia (bandiera)     | D     | Ėl'mir Nabiullin        |
| 18 | Russia (bandiera)     | C     | David Kobesov           |

| N. |                   | Ruolo | Calciatore         |
| -- | ----------------- | ----- | ------------------ |
| 20 | Russia (bandiera) | A     | Vladislav Jakovlev |
| 22 | Russia (bandiera) | D     | Nikita Kakkoev     |
| 23 | Russia (bandiera) | D     | Daniil Penčikov    |
| 24 | Russia (bandiera) | D     | Kirill Gocuk       |
| 25 | Russia (bandiera) | P     | Artur Nigmatullin  |
| 37 | Russia (bandiera) | C     | Al'bert Šaripov    |
| 44 | Russia (bandiera) | D     | Daniil Kornjušin   |
| 78 | Russia (bandiera) | C     | Nikolaj Kalinskij  |
| 89 | Russia (bandiera) | D     | Dmitrij Stockij    |
| 90 | Russia (bandiera) | C     | Konstantin Šil'cov |
| 93 | Russia (bandiera) | A     | Timur Sulejmanov   |
| 94 | Russia (bandiera) | C     | Dmitrij Rybčinskij |
| 99 | Guinea (bandiera) | C     | Momo Yansane       |

### Rosa 2021-2022
Aggiornata al 28 agosto 2021.
| N. |                       | Ruolo | Calciatore              |
| -- | --------------------- | ----- | ----------------------- |
| 1  | Russia (bandiera)     | P     | Artur Anisimov          |
| 4  | Ungheria (bandiera)   | D     | Ákos Kecskés            |
| 5  | Argentina (bandiera)  | D     | Lucas Masoero           |
| 6  | Uzbekistan (bandiera) | D     | Ibrohimxalil Yo'ldoshev |
| 7  | Canada (bandiera)     | A     | Richie Ennin            |
| 9  | Russia (bandiera)     | A     | Artëm Galadžan          |
| 11 | Russia (bandiera)     | A     | Kirill Kosarev          |
| 15 | Serbia (bandiera)     | D     | Ivan Miladinović        |
| 17 | Russia (bandiera)     | C     | Igor' Gorbunov          |
| 18 | Russia (bandiera)     | C     | Pavel Mogilevec         |
| 19 | Albania (bandiera)    | A     | Bekim Balaj             |
| 22 | Russia (bandiera)     | D     | Nikita Kakkoev          |

| N. |                    | Ruolo | Calciatore        |
| -- | ------------------ | ----- | ----------------- |
| 23 | Russia (bandiera)  | D     | Daniil Penčikov   |
| 24 | Russia (bandiera)  | D     | Kirill Gocuk      |
| 25 | Russia (bandiera)  | P     | Artur Nigmatullin |
| 31 | Russia (bandiera)  | C     | Denis Tkačuk      |
| 33 | Russia (bandiera)  | P     | Andrej Sinicyn    |
| 34 | Russia (bandiera)  | D     | Aleksej Kozlov    |
| 37 | Russia (bandiera)  | C     | Al'bert Šaripov   |
| 41 | Russia (bandiera)  | C     | Aleksandr Sapeta  |
| 78 | Russia (bandiera)  | C     | Nikolaj Kalinskij |
| 88 | Russia (bandiera)  | C     | Il'ja Berkovskij  |
| 93 | Russia (bandiera)  | A     | Timur Sulejmanov  |
|    | Camerun (bandiera) | C     | Petrus Boumal     |

### Rosa 2019-2020
| N. |                   | Ruolo | Calciatore         |
| -- | ----------------- | ----- | ------------------ |
| 1  | Russia (bandiera) | P     | Artur Anisimov     |
| 3  | Russia (bandiera) | D     | Ali Gadžibekov     |
| 4  | Russia (bandiera) | D     | Artyom Abramov     |
| 6  | Russia (bandiera) | C     | Yegor Ryabkov      |
| 8  | Russia (bandiera) | C     | Ivan Chudin        |
| 10 | Russia (bandiera) | C     | Maksim Palienko    |
| 11 | Russia (bandiera) | C     | Aleksandr Sergejev |
| 13 | Russia (bandiera) | C     | Pavel Ignatovič    |
| 20 | Russia (bandiera) | C     | Pavel Komolov      |
| 29 | Russia (bandiera) | D     | Vladimir Chozin    |
| 30 | Russia (bandiera) | D     | Ivan Temnikov      |

| N. |                   | Ruolo | Calciatore         |
| -- | ----------------- | ----- | ------------------ |
| 41 | Russia (bandiera) | C     | Aleksandr Sapeta   |
| 58 | Russia (bandiera) | D     | Il'ja Zuev         |
| 61 | Russia (bandiera) | C     | Aleksandr Stavpec  |
| 71 | Russia (bandiera) | A     | Artur Sagitov      |
| 82 | Russia (bandiera) | D     | Gleb Shilov        |
| 88 | Russia (bandiera) | P     | Vitali Shilnikov   |
| 96 | Russia (bandiera) | D     | Danila Chechyotkin |
| 97 | Russia (bandiera) | A     | Igor' Portnjagin   |
| 99 | Russia (bandiera) | P     | Nikolai Sysuyev    |
|    | Russia (bandiera) | C     | Nikolay Kalinskiy  |
|    | Russia (bandiera) | D     | Kirill Gotsuk      |